# Río Pinquen
Der Río Pinquen ist ein etwa 133 km langer rechter Nebenfluss des Río Manú in Südost-Peru in der Region Madre de Dios. Der Flusslauf befindet sich im Distrikt Manu der Provinz Manu.

## Flusslauf
Der Río Pinquen entspringt in der Cordillera del Pantiacolla, ein vorandiner Höhenkamm der peruanischen Ostkordillere, auf einer Höhe von etwa 1250 m. Der Río Pinquen durchschneidet anfangs einen Höhenkamm in nördlicher Richtung. Anschließend wendet er sich nach Südosten und durchbricht bei Flusskilometer 114 erneut einen Höhenkamm. Der Río Pinquen verlässt die vorandine Zone und erreicht das Amazonastiefland. Dieses durchquert er bis Flusskilometer 36 in nordnordöstlicher Richtung. Er nimmt drei größere Nebenflüsse von links auf, darunter der Río Pinquina. Auf den unteren 36 Kilometern wendet sich der Río Pinquen in Richtung Ostnordost und mündet schließlich in den Río Manú. Die Mündung liegt auf einer Höhe von ungefähr 300 m.

## Einzugsgebiet
Der Río Pinquen entwässert ein Areal von etwa 1950 km² am Rande der peruanischen Ostkordillere. Das Einzugsgebiet grenzt im Osten an das des Río Alto Madre de Dios, im Süden an das dessen linken Nebenflusses Río Porotoa sowie im Westen und im Norden an das des oberstrom gelegenen Río Manú.

## Ökologie
Der Río Pinquen bildet die östliche Grenze des Nationalparks Manú.